# Будівля Північного банку
Будівля Північного банку — історичний будинок у центрі Харкова, розташований на розі вулиці Сумської та майдану Конституції. Відомий також як «Будинок з градусником» — за встановлений на ньому гігантський термометр, що став одним із неофіційних символів міста.

## Історія

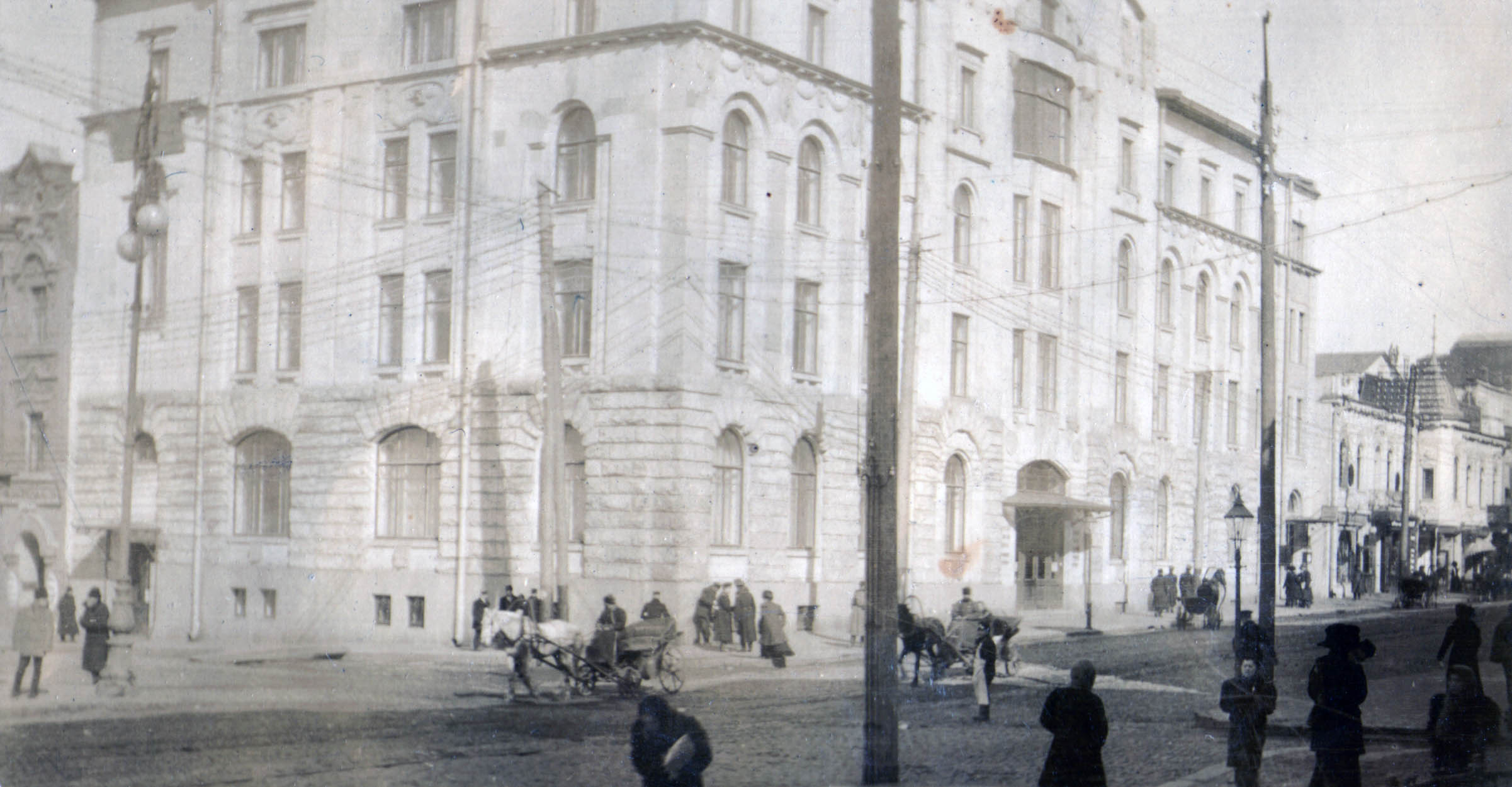
Будинок до надбудови. 1913 рік

На цьому місці в середині XIX століття зведено двоповерховий кам'яний будинок з простим декором. Його власником був чех Карл Счасни — гравер і підданий Австрійської імперії. У 1856 році він відкрив тут одну з перших у Харкові літографій, а згодом — приватну друкарню. Счасни відомий як новатор у своїй галузі, адже завозив сучасне обладнання з-за кордону й друкував видання високої якості. Під кінець життя, у 1895 році, він передав будівлю під телефонну станцію, що переїхала з будівлі на сучасному майдані Оборонний Вал і потребувала оновлення обладнання. Після його смерті будинок залишився у володінні родини до початку XX століття.
У 1908—1910 роках стара споруда знесена, а на її місці звели чотириповерховий будинок у стилі модерн для Північного банку (пізніше — Російсько-Азійський банк) та Вищих жіночих медичних курсів. Проєкт розробили архітектори Оскар Мунц і Альфред Шпігель, а зводив харківський архітектор Михайло Піскунов. Центральний фасад прикрасили скульптури, виконані за ескізами Василя Кузнецова.
Після початку радянської окупації будівля націоналізована. У 1920-х тут працював Народний комісаріат фінансів УСРР. У 1926 році за проєктом Івана Єрмілова будинок надбудували п'ятим поверхом, що зберіг архітектурну цілісність основної частини. У міжвоєнний період споруда використовувалась як медичний інститут, а після Другої світової війни тут розмістився науково-дослідний інститут організації праці у чорній металургії. Частину приміщень у XXI столітті орендували комерційні структури, а перший поверх займали торгові заклади. 16 серпня 2024 року будівля продана з аукціону за 60 мільйонів гривень приватній фірмі «Гамма-55».
Будинок є пам'яткою архітектури та містобудування місцевого значення (охоронний № 7390-Ха) та пам'яткою історії місцевого значення, як будівля, де працювали Володимир Воробйов, Микола Мельников-Разведенков, Георгій Фольборт (охоронний № 1996).

### Термометр
1 травня 1976 року на фасаді будинку встановлено великий електронний термометр, який швидко став популярним міським орієнтиром і місцем зустрічей. Ідея виникла ще у 1973 році з ініціативи тодішнього міського голови Юрія Гурового. Проєкт розробили у Харківському інституті метрології. Термометр складається з двох частин: температурного датчика, встановленого на будівлі автотранспортного технікуму в затіненому провулку Мечникова, і самої шкали, змонтованої на фасаді будинку.
Спочатку шкала підсвічувалась лампами, подібними до прожекторів, проте згодом їх замінили звичайними — через брак компонентів. Пристрій працював до кінця 1980-х — початку 1990-х років, але через відсутність обслуговування вийшов з ладу. У 1997 році термометр модернізовано коштом меценатів та додано годинник знизу та герб зверху.
Попри часткову працездатність, стан конструкції у XXI столітті оцінюється як майже аварійний. За об'єктом наглядає комунальне підприємство «Міськсвітло». Напередодні Чемпіонату Європи з футболу 2012 року, у 2011 році, розпочато капітальний ремонт із бюджетом у 780 тисяч гривень. Проєкт передбачав встановлення нових світлодіодних ламп і можливу заміну електронного годинника під шкалою. У грудні 2011 року термометр демонтували. 16 серпня 2012 року встановлено вже третій градусник висотою близько 17 метрів за проєктом архітектора Олександра Яковенка. У 2021 році замовлено ремонт термометра вартістю 195 тисяч гривень. У лютому 2023 року градусник відновлювали після російських атак, а у 2024 році він вийшов з ладу через спеку.

## Архітектура
Будівля зберегла елементи стилю модерн з характерним оформленням фасаду: тонким еркером, скульптурними елементами, фронтоном з арковим вікном, маскаронами та картушами. Вікна першого і третього поверху аркові, а другого, четвертого та п'ятого прямокутні. Перший поверх оздоблено рваним рустом, другий і третій, які об'єднані в аркади — дощатим. Четвертий поверх відокремлено карнизом. Після надбудови п'ятого поверху споруда набула завершеного вигляду, подовжено іонічні півколони, що поєднали стару та нову частини фасаду. Окрім термометра, на будівлі встановлено меморіальну дошку 70-річчю утворення Харківської області. Будинок Північного банку входить у відомий ансамбль банкових будівель майдану Конституції.

## Галерея

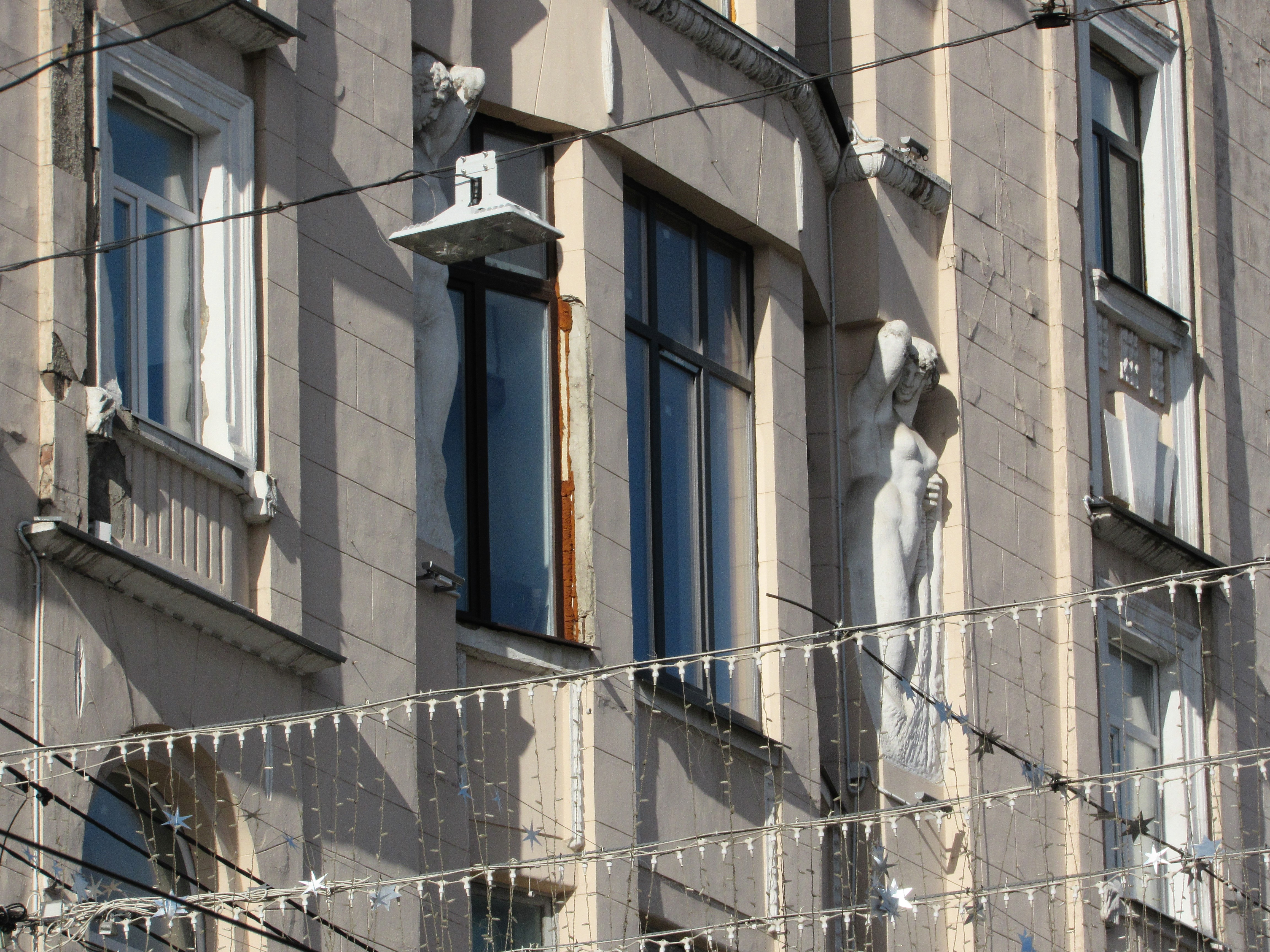
Скульптури
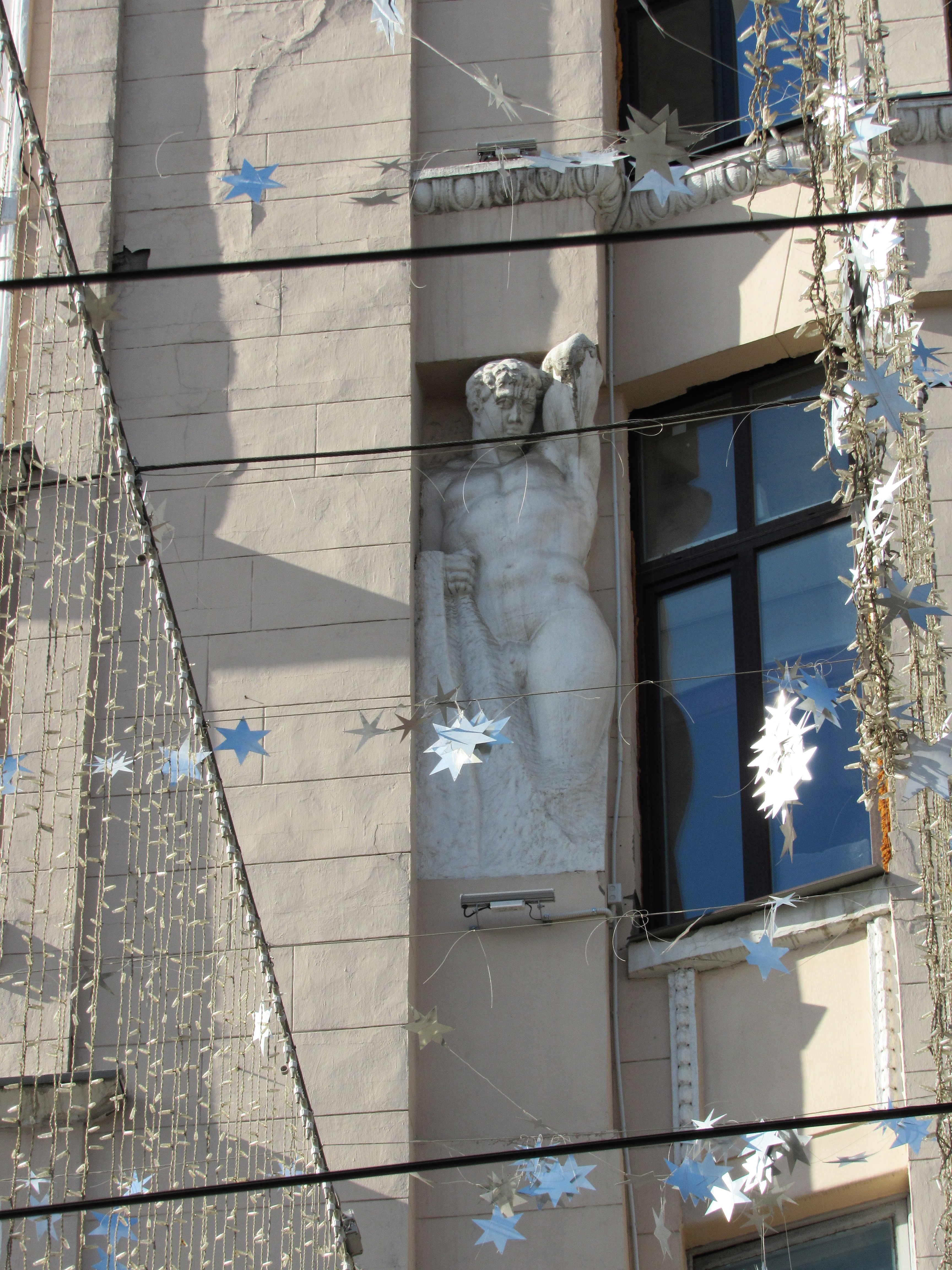
Чоловіча скульптура
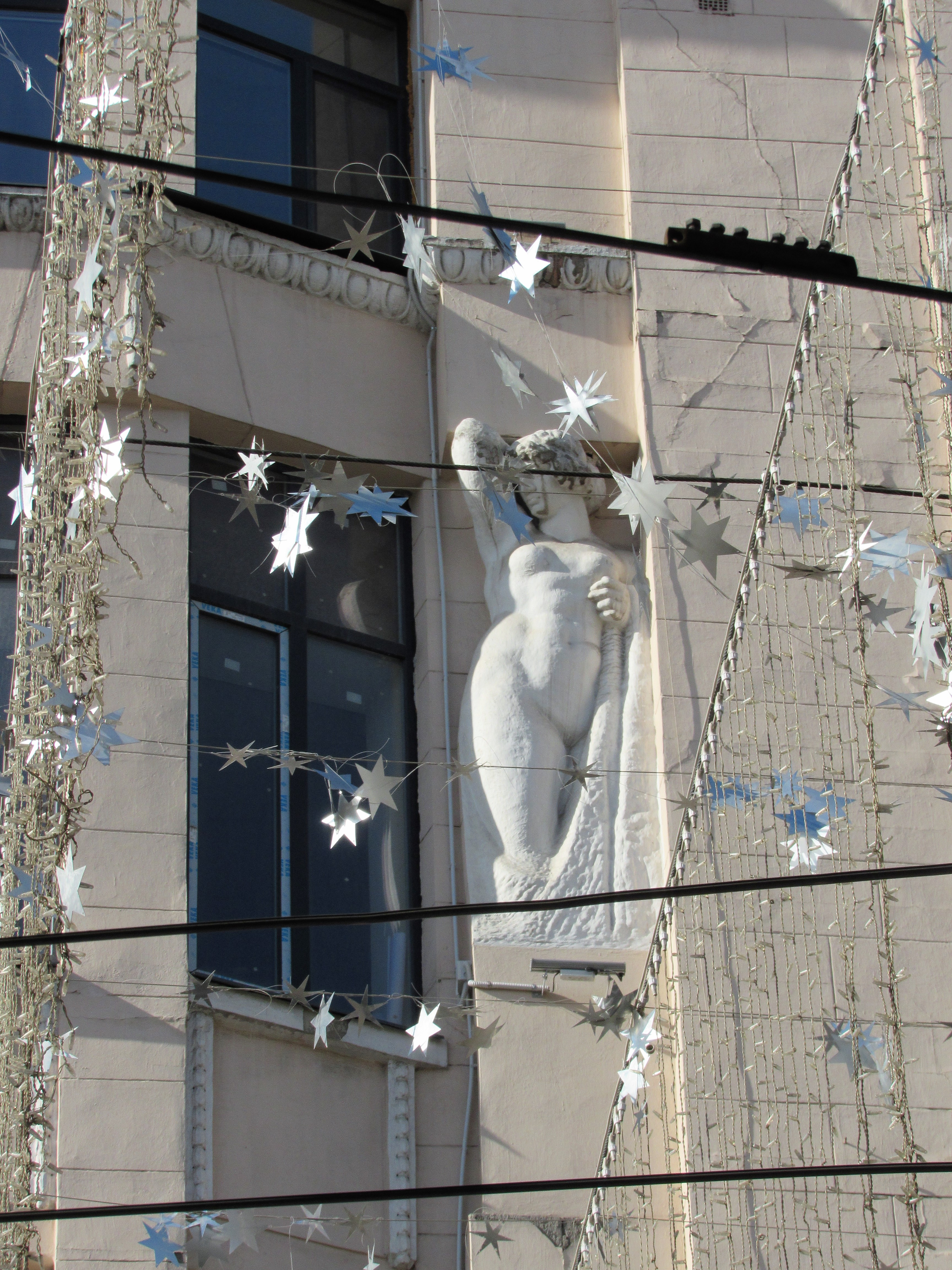
Жіноча скульптура
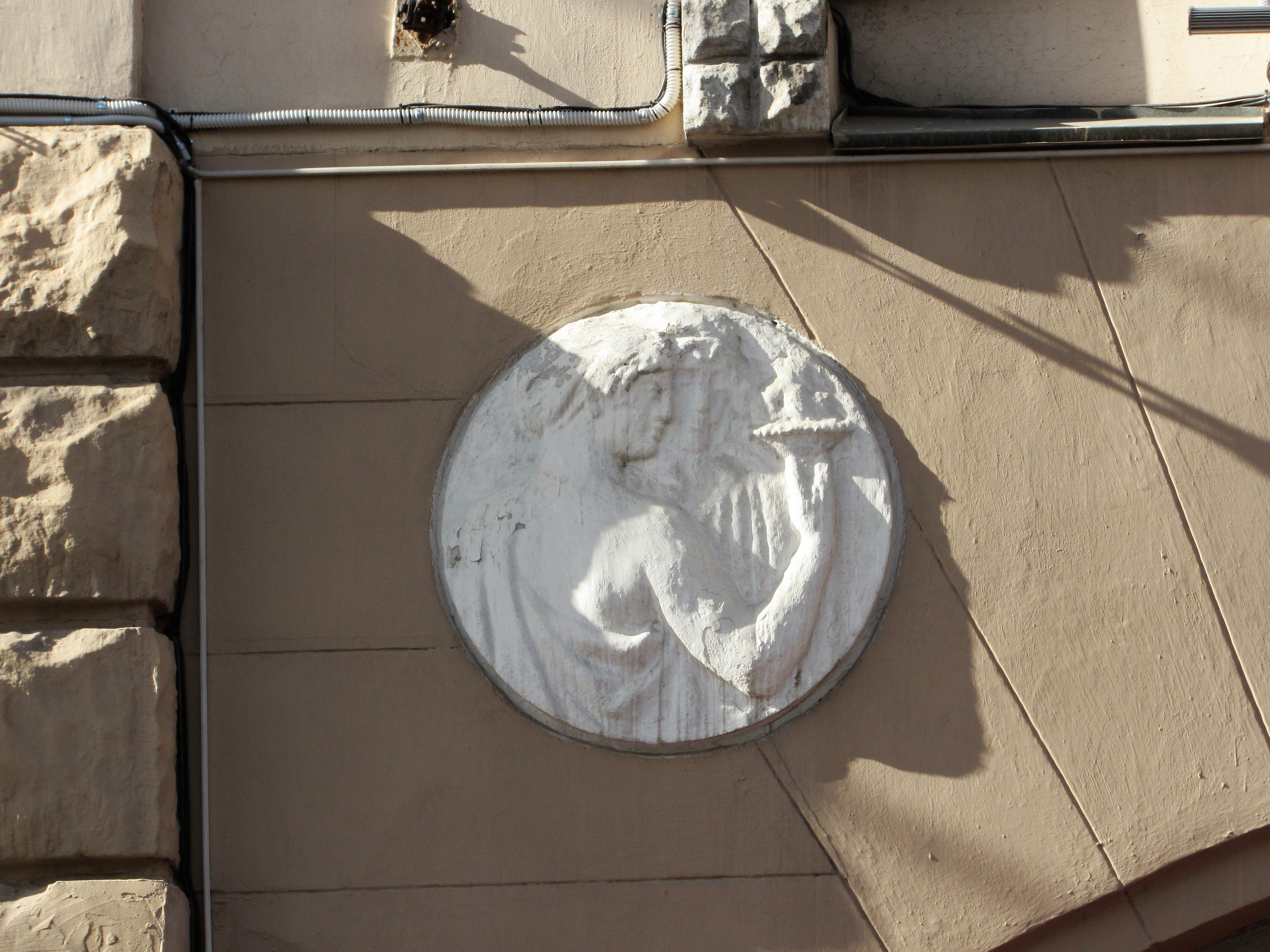
Лівий медальйон над входом
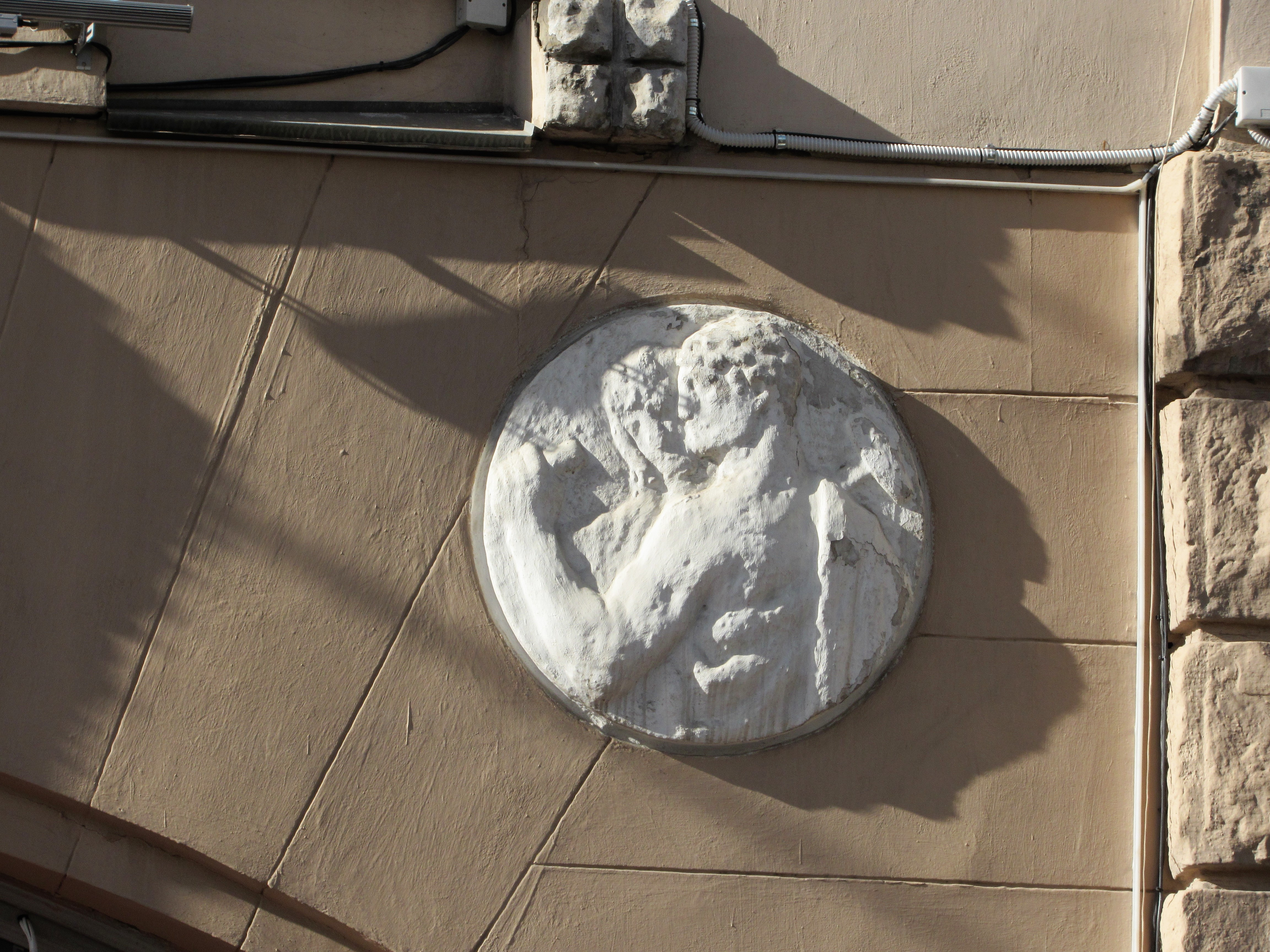
Правий медальйон над входом
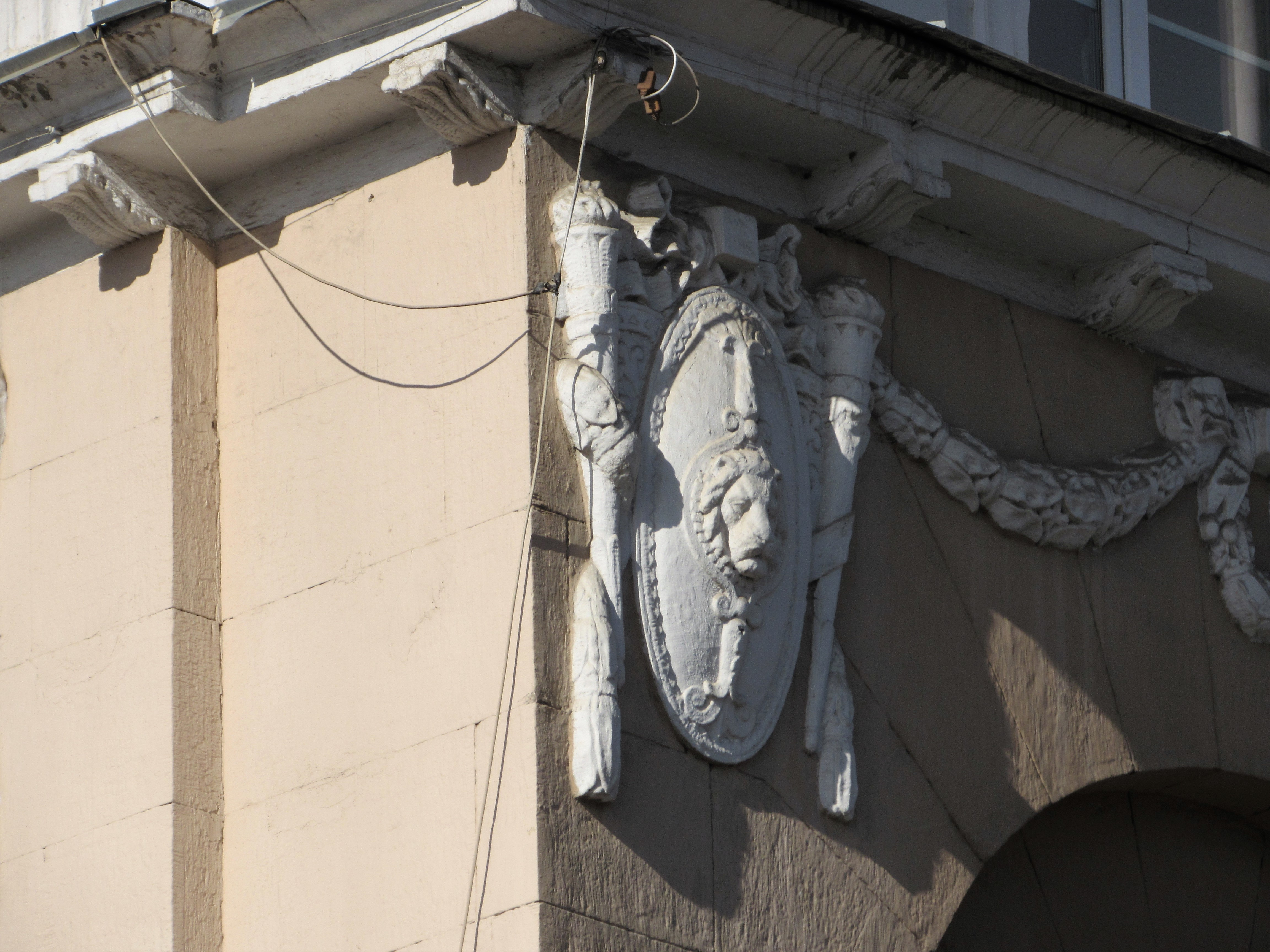
Картуш з маскароном лева та смолоскипи
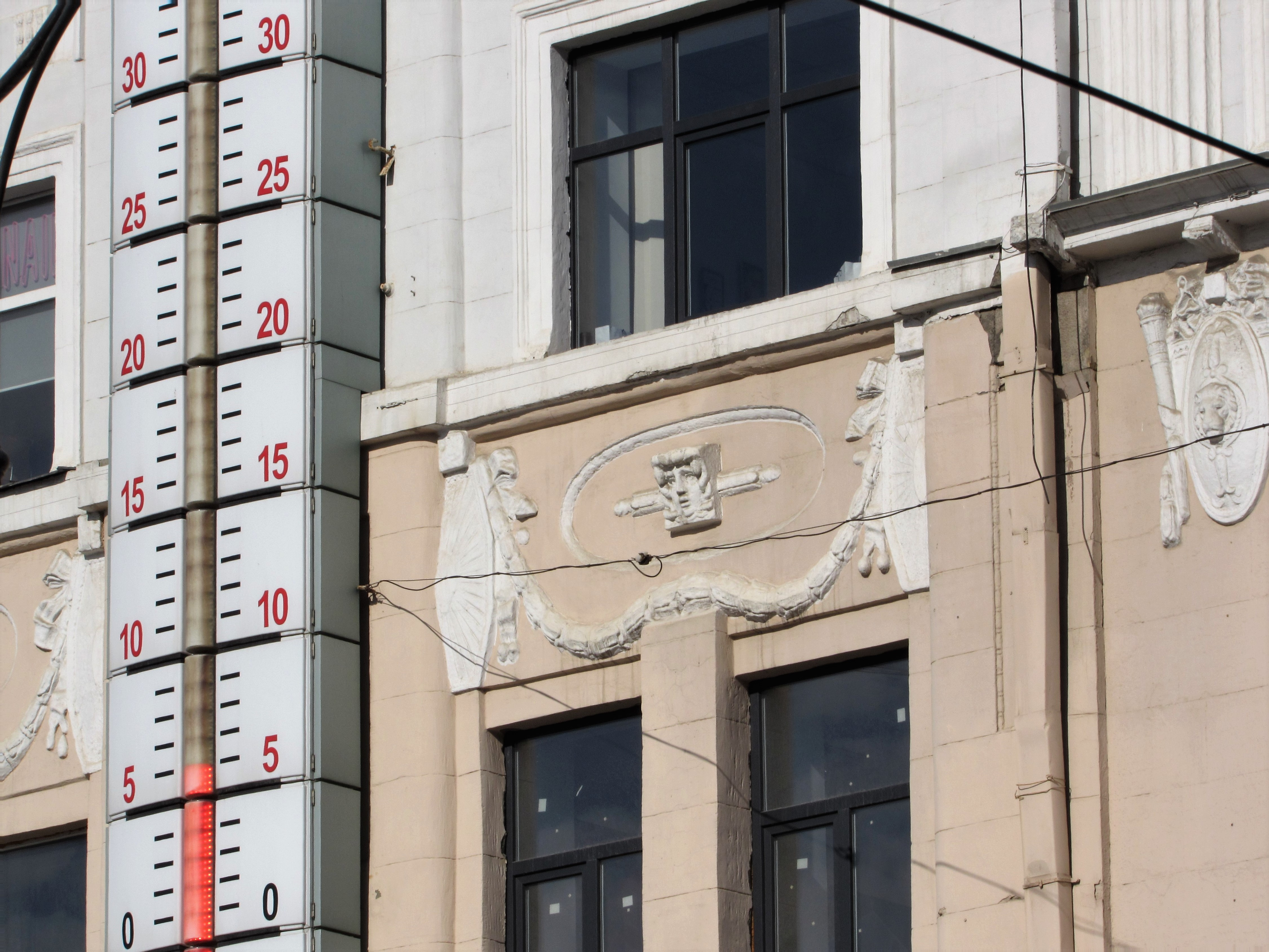
Прямокутний маскарон біля термометра
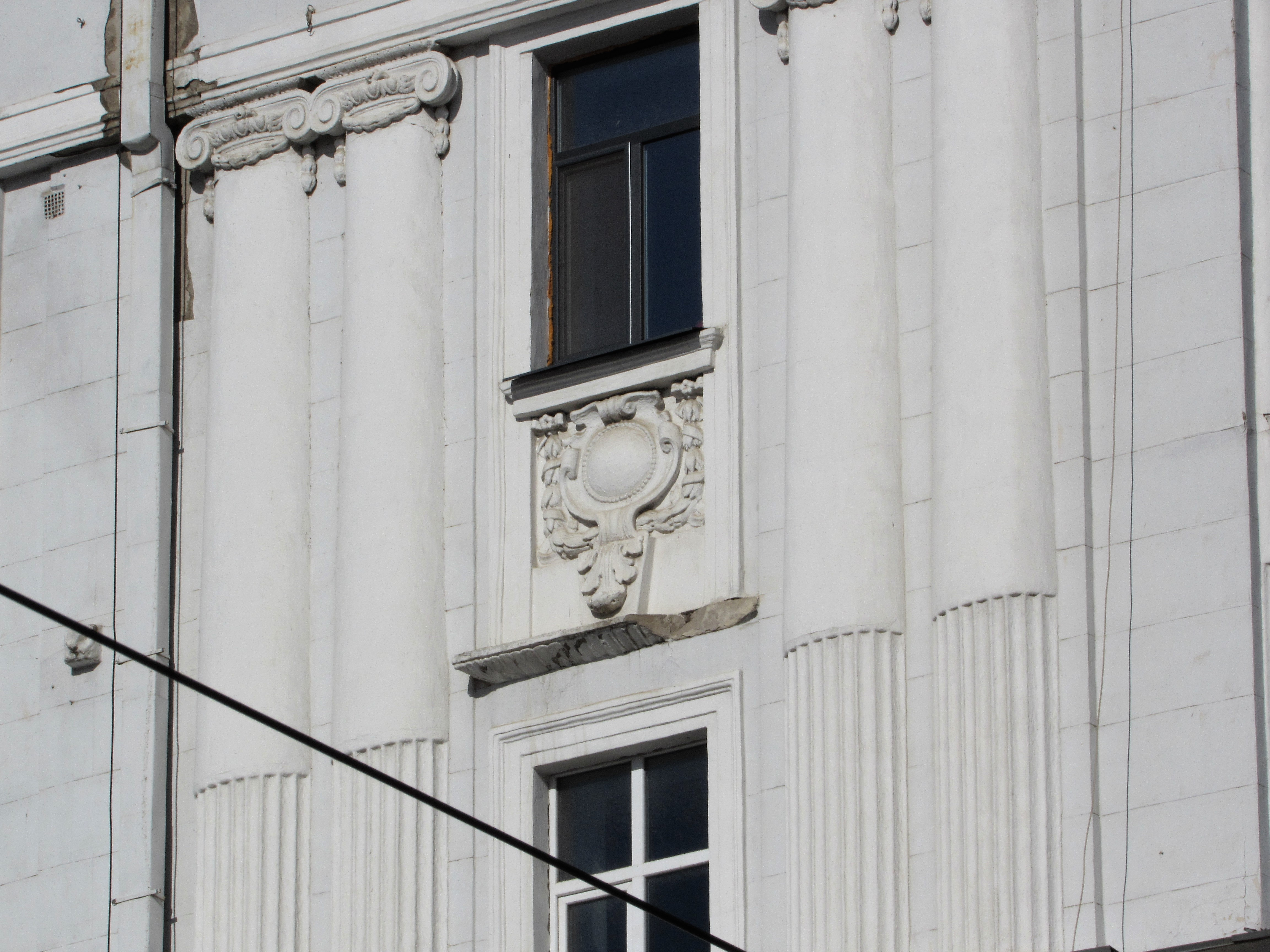
Картуш і півколони